# 张备三
张备三（1952年—），中华人民共和国政治人物、外交官。
2002年，接替蒋元德担任中华人民共和国驻安哥拉大使。2005年，由张伯伦接任。2010年，担任中华人民共和国驻葡萄牙大使。